# Rosička (Žďár nad Sázavou-i járás)
Rosička település Csehországban, a Žďár nad Sázavou-i járásban. Rosička Nížkov, Matějov és Sázava településekkel határos. Lakosainak száma 45 fő (2024. január 1.).

## Népesség
A település lakosságának változását az alábbi diagram mutatja:
| Lakosok száma | 136  | 122  | 148  | 105  | 82   | 49   | 47   | 47   | 42   | 45   |
|               | 1869 | 1890 | 1921 | 1950 | 1980 | 2001 | 2017 | 2019 | 2022 | 2024 |